# Saturn-Award-Verleihung 1994
Die 20. Saturn-Award-Verleihung fand am 20. Oktober 1994 statt. Erfolgreichste Produktion mit vier Auszeichnungen wurde Jurassic Park.

## Nominierungen und Gewinner

### Film
| Kategorie                    | Preisträger                                             | Film                                      | Nominierungen |
| ---------------------------- | ------------------------------------------------------- | ----------------------------------------- | --- |
| Bester Science-Fiction-Film  |                                                         | Jurassic Park                             | Demolition Man Feuer am Himmel Fortress – Die Festung Der Tod kommt auf vier Pfoten Meteor Man RoboCop 3 |
| Bester Horrorfilm            |                                                         | Armee der Finsternis                      | Stark – The Dark Half Das zweite Gesicht Harte Ziele Kalifornia In einer kleinen Stadt Spurlos |
| Bester Fantasyfilm           |                                                         | Nightmare Before Christmas                | Die Addams Family in verrückter Tradition Und täglich grüßt das Murmeltier 4 himmlische Freunde Hocus Pocus Last Action Hero Der Durchstarter |
| Beste Regie                  | Steven Spielberg                                        | Jurassic Park                             | George A. Romero für Stark – The Dark Half Harold Ramis für Und täglich grüßt das Murmeltier John Woo für Harte Ziele Ron Underwood für 4 himmlische Freunde John McTiernan für Last Action Hero Henry Selick für Nightmare Before Christmas |
| Bestes Drehbuch              | Michael Crichton David Koepp                            | Jurassic Park                             | Tracy Tormé für Feuer am Himmel Danny Rubin & Harold Ramis für Und täglich grüßt das Murmeltier Brent Maddock, S. S. Wilson, Gregory Hansen & Erik Hansen für 4 himmlische Freunde Tim Metcalfe für Kalifornia Shane Black & David Arnott für Last Action Hero Quentin Tarantino für True Romance                                                                      |
| Beste Spezialeffekte         | Dennis Muren Stan Winston Phil Tippett Michael Lantieri | Jurassic Park                             | Michael J. McAlister & Kimberly K. Nelson für Demolition Man Pacific Data Images (PDI) & 4-Ward Productions für 4 himmlische Freunde Buena Vista Visual Effects, Matte World Digital & Rhythm & Hues für Hocus Pocus John E. Sullivan für Last Action Hero Ariel Velasco-Shaw, Eric Leighton & Gordon Baker für Nightmare Before Christmas Richard Edlund für Starfire |
| Beste Musik                  | Danny Elfman                                            | Nightmare Before Christmas                | Marc Shaiman für Die Addams Family in verrückter Tradition Mark Isham für Feuer am Himmel Graeme Revell für Harte Ziele Marc Shaiman für 4 himmlische Freunde John Williams für Jurassic Park Christopher Young für Scary – Horrortrip in den Wahnsinn |
| Bestes Kostüm                | Mary E. Vogt                                            | Hocus Pocus                               | Theoni V. Aldredge für Die Addams Family in verrückter Tradition Bob Ringwood für Demolition Man Jennifer Butler für Und täglich grüßt das Murmeltier Sue Moore & Eric H. Sandberg für Jurassic Park Gloria Gresham für Last Action Hero Joseph A. Porro für Super Mario Bros.                                                                                         |
| Bestes Make-Up               | Kevin Haney                                             | Die Addams Family in verrückter Tradition | K.N.B. EFX Group Inc. & Alterian Inc. für Armee der Finsternis John Vulich & Everett Burrell für Stark – The Dark Half Screaming Mad George & Steve Johnson für Freaks Kevin Yagher & Mitchell J. Coughlin für Der Tod kommt auf vier Pfoten Jeff Goodwin, Vincent J. Guastini & Rob Burman für Super Mario Bros. Bob Keen für Warlock – Satans Sohn kehrt zurück      |
| Bester Hauptdarsteller       | Robert Downey Jr.                                       | 4 himmlische Freunde                      | Robert Patrick für Fire in the Sky Bill Murray für Und täglich grüßt das Murmeltier Arnold Schwarzenegger für Last Action Hero Max von Sydow für In einer kleinen Stadt Christian Slater für True Romance Jeff Bridges für Spurlos |
| Beste Hauptdarstellerin      | Andie MacDowell                                         | Und täglich grüßt das Murmeltier          | Anjelica Huston für Die Addams Family in verrückter Tradition Bette Midler für Hocus Pocus Laura Dern für Jurassic Park Michelle Forbes für Kalifornia Ally Sheedy für Der Tod kommt auf vier Pfoten Patricia Arquette für True Romance |
| Bester Nebendarsteller       | Lance Henriksen                                         | Harte Ziele                               | Charles Grodin für 4 himmlische Freunde Tom Sizemore für 4 himmlische Freunde John Malkovich für In the Line of Fire – Die zweite Chance Jeff Goldblum für Jurassic Park Wayne Knight für Jurassic Park James Patrick Walsh für In einer kleinen Stadt |
| Beste Nebendarstellerin      | Amanda Plummer                                          | In einer kleinen Stadt                    | Joan Cusack für Die Addams Family in verrückter Tradition Julie Harris für Stark – The Dark Half Kyra Sedgwick für 4 himmlische Freunde Alfre Woodard für 4 himmlische Freunde Kathy Najimy für Hocus Pocus Nancy Allen für RoboCop 3 |
| Bester Nachwuchsschauspieler | Elijah Wood                                             | Das zweite Gesicht                        | Christina Ricci für Die Addams Family in verrückter Tradition Manuel Colao für Das Ende der Unschuld Joseph Mazzello für Jurassic Park Ariana Richards für Jurassic Park Austin O’Brien für Last Action Hero Jesse Cameron-Glickenhaus für In Cold Blood |

### Fernsehen
| Kategorie                  | Preisträger | Film                                      | Nominierungen |
| -------------------------- | ----------- | ----------------------------------------- | --- |
| Beste Network-Fernsehserie |             | Superman – Die Abenteuer von Lois & Clark | Die Abenteuer des Brisco County jr. Die Simpsons Star Trek: Deep Space Nine Raumschiff Enterprise: Das nächste Jahrhundert Wild Palms Akte X – Die unheimlichen Fälle des FBI |

### Homevideo
| Kategorie                   | Preisträger | Film      | Nominierungen |
| --------------------------- | ----------- | --------- | --- |
| Beste Videoveröffentlichung |             | Braindead | The Ambulance Blade Runner Director’s Cut El Mariachi Mann beißt Hund Catman – Mörderischer Instinkt Warlock – Satans Sohn kehrt zurück |

### Ehrenpreise
| Kategorie                 | Preisträger                        | Film | Nominierungen |
| ------------------------- | ---------------------------------- | ---- | ------------- |
| George Pal Memorial Award | Stan Winston Gene Warren Wah Chang |      |               |
| Posthumous Award          | Alfred Hitchcock                   |      |               |
| Life Career Award         | Whit Bissell Steve Reeves          |      |               |
| President’s Award         | Steven Spielberg                   |      |               |
| Service Award             | Mardi Rustam                       |      |               |